# 마이크로소프트 오피스 2007
마이크로소프트 오피스 2007(영어: Microsoft Office 2007, 2007 Microsoft Office System, 다른 말로는 2007 마이크로소프트 오피스 시스템)은 마이크로소프트 오피스 시스템의 최신 윈도우용 오피스 제품군이다. 베타 버전 개발 초기에 오피스 12로 알려져 있던 이 버전은 2006년 11월 30일에 볼륨 라이선스를 이용하는 고객들에게 공개되었다. 그러다가 2007년 1월 30일에 리테일 버전으로 판매하였다. 이 시기는 윈도우 비스타를 볼륨 라이선스로 출시할 일자와 동일하다. 오피스 2007은 수많은 새로운 기능들을 포함하고 있다. 가장 눈에 띄는 것은 기존의 메뉴와 도구 모음을 대체한 새로운 그래픽 사용자 인터페이스인 “유연한 사용자 인터페이스”, 곧 리본 사용자 인터페이스다. 오피스 2007은 윈도우 XP 서비스 팩 2 이상, 윈도우 서버 2003 서비스 팩 1 이상, 윈도우 비스타 이상을 요구한다.
“리본 사용자 인터페이스”는 작업 지향의 그래픽 사용자 인터페이스다. “오피스 단추”라는 중심적인 메뉴 단추가 있다. 리본 인터페이스는 오피스 2010에도 그대로 도입되었다.
오피스 2007은 새로운 응용 프로그램들과 서버 측면의 도구들을 포함하고 있다. 이 가운데 주된 기능이 바로 그루브인데, 이는 본래 2005년에 마이크로소프트사가 인수하기 전의 그루브 네트웍스사가 개발하였던 중소기업을 위한 협동, 통신 제품군이다. 또, 여러 대의 컴퓨터 사이에서 공유할 수 있는 엑셀 워크북을 지원하는 클라이언트 서버 구조인 엑셀 서비스를 지원하는 오피스 응용 프로그램의 서버 플랫폼인 오피스 세어포인트 서버 2007도 포함되어 있다. 이 기능을 사용하면 웹 페이지를 통해서도 보고 편집할 수 있다.
마이크로소프트 프론트페이지는 오피스 제품군에서 완전히 제거되었다. 이는 셰어포인트 포털 사이트 개발에 초점을 둔 마이크로소프트 오피스 셰어포인트 디자이너가 대체하였다. 이와 관련한 디자이너 지향 소프트웨어로 마이크로소프트 익스프레션 웹이 있으며 일반적인 웹 개발이 주 목적이다. 그러나 이 두 개의 프로그램들은 오피스 제품군에 포함되어 있지 않다.
드디어 음성 인식과 필기 인식이 윈도우 비스타의 일부가 되었다. 음성과 잉크 구성 요소는 오피스 2007에서 제거되었다.
필기 인식과 음성 인식은 윈도우 비스타나 윈도우 XP 태블릿 PC 에디션 이상에서만 오피스 2007을 통해 사용할 수 있다. 그러나 XP 사용자들은 이전 버전의 오피스를 사용하여 음성 인식을 사용할 수는 있다. 2017년 10월 10일에 확장 지원이 종료되었다.

## 평가판
현재는 2007 평가판을 다운로드할 수 없으나, 2010 버전은 평가판을 다운로드할 수 있다.:MS 오피스 2010 평가판 부분을 참고하라.

### 몇 가지 개별 제품 또는 에디션별 판매 가격

#### 무료 다운로드 제품
1. 마이크로소프트 오피스 어카운팅 익스프레스 2009
2. 마이크로소프트 오피스 셰어포인트 디자이너 2007

#### 볼륨 라이선스
1. 마이크로소프트 오피스 커뮤니케이터 2007

#### 오피스 레디
1. 마이크로소프트 오피스 베이직 2007
2. 마이크로소프트 오피스 스몰 비즈니스 2007
3. 마이크로소프트 오피스 프로페셔널 2007

#### OEM
1. 마이크로소프트 오피스 베이직 2007

#### 새로 구입
1. 마이크로소프트 오피스 홈 앤 스튜던트 2007
2. 마이크로소프트 오피스 스탠다드 2007
3. 마이크로소프트 오피스 스몰 비즈니스 2007
4. 마이크로소프트 오피스 프로페셔널 2007
5. 마이크로소프트 오피스 얼티밋 2007
6. 마이크로소프트 오피스 프로페셔널 플러스 2007
7. 마이크로소프트 오피스 엔터프라이즈 2007
8. 마이크로소프트 오피스 비지오 스탠다드 2007
9. 마이크로소프트 오피스 비지오 프로페셔널 2007
10. 마이크로소프트 오피스 언어 팩 2007

#### 업그레이드
1. 마이크로소프트 오피스 스탠다드 2007
2. 마이크로소프트 오피스 스몰 비즈니스 2007
3. 마이크로소프트 오피스 프로페셔널 2007
4. 마이크로소프트 오피스 원노트 2007
5. 마이크로소프트 오피스 비지오 스탠다드 2007
6. 마이크로소프트 오피스 비지오 프로페셔널 2007
7. 마이크로소프트 오피스 프로젝트 스탠다드 2007
8. 마이크로소프트 오피스 프로젝트 프로페셔널 2007
9. 마이크로소프트 오피스 퍼블리셔 2007

## 서비스 팩
- 서비스 팩 1: 2007년 12월 11일에 공개되었다.[9] 공식 문서에 따르면 전체 오피스 제품군을 통해 SP1은 455개의 모든 문제를 해결하는 패치가 포함되어 있다.[10]
- 서비스 팩 2: 2009년 4월 28일에 공개되었다.[11] 서비스 팩 2는 오피스 2007 서비스 팩 1을 포함하고 있으면서도 수많은 버그 수정뿐 아니라 ODF, XPS, PDF 표준 지원을 개선하였다.[12][13]
- 서비스 팩 3: 2011년 10월 25일에 공개되었다.[14]

## 에디션
2007 마이크로소프트 오피스 시스템은 모두 여덟 가지 에디션으로 배포된다.
- 마이크로소프트 오피스 홈 엔 스튜던트 2007 - 가정, 학생용
- 마이크로소프트 오피스 스텐다드 2007
- 마이크로소프트 오피스 스몰 비즈니스 2007
- 마이크로소프트 오피스 프로페셔널 2007
- 마이크로소프트 오피스 얼티밋 2007

기능이 제한된 버전
- 마이크로소프트 오피스 베이직 2007 (OEM 전용)
- 마이크로소프트 오피스 프로페셔널 플러스 2007 (볼륨 라이선스 전용)
- 마이크로소프트 오피스 엔터프라이즈 2007 (볼륨 라이선스 전용)

### 에디션 상세 정보
| 에디션 / 종류                    | 베이직 | 홈 앤 스튜던트         | 스탠다드                      | 스몰 비즈니스                 | 프로페셔널                    | 얼티밋                   | 프로페셔널 플러스 | 엔터프라이즈  |
| -------------------------------- | ------ | ---------------------- | ----------------------------- | ----------------------------- | ----------------------------- | ------------------------ | ----------------- | ------------- |
| 라이선스                         | OEM    | 소매 박스(개인용), OEM | 소매 박스, OEM, 볼륨 라이선스 | 소매 박스, OEM, 볼륨 라이선스 | 소매 박스, OEM, 볼륨 라이선스 | 소매 박스(학생 라이선스) | 볼륨 라이선스     | 볼륨 라이선스 |
| 기술 지원 기간                   | 제외   | 90                     | 90                            | 90                            | 365                           | 90                       | 365               | 365           |
| 마이크로소프트 워드              | 예     | 예                     | 예                            | 예                            | 예                            | 예                       | 예                | 예            |
| 마이크로소프트 엑셀              | 예     | 예                     | 예                            | 예                            | 예                            | 예                       | 예                | 예            |
| 마이크로소프트 파워포인트        | 아니오 | 예                     | 예                            | 예                            | 예                            | 예                       | 예                | 예            |
| 마이크로소프트 원노트            | 아니오 | 예                     | 아니오                        | 아니오                        | 아니오                        | 예                       | 아니오            | 예            |
| 마이크로소프트 오피스 어카운팅1  | 아니오 | 아니오                 | 예                            | 예                            | 예                            | 예                       | 아니오            | 아니오        |
| 마이크로소프트 아웃룩            | 예     | 아니오                 | 예                            | 예                            | 예                            | 예                       | 예                | 예            |
| 비즈니스 연락처 관리자           | 아니오 | 아니오                 | 아니오                        | 예                            | 예                            | 예                       | 예                | 예            |
| 마이크로소프트 퍼블리셔          | 아니오 | 아니오                 | 아니오                        | 예                            | 예                            | 예                       | 예                | 예            |
| 마이크로소프트 액세스            | 아니오 | 아니오                 | 아니오                        | 아니오                        | 예                            | 예                       | 예                | 예            |
| 마이크로소프트 인포패스          | 아니오 | 아니오                 | 아니오                        | 아니오                        | 아니오                        | 예                       | 예                | 예            |
| 마이크로소프트 그루브            | 아니오 | 아니오                 | 아니오                        | 아니오                        | 아니오                        | 예                       | 아니오            | 예            |
| 오피스 커뮤니케이터1             | 아니오 | 아니오                 | 아니오                        | 아니오                        | 아니오                        | 아니오                   | 예                | 예            |
| 통합 엔터프라이즈 콘텐츠 관리    | 아니오 | 아니오                 | 아니오                        | 아니오                        | 아니오                        | 예                       | 예                | 예            |
| 통합 전자 폼                     | 아니오 | 아니오                 | 아니오                        | 아니오                        | 아니오                        | 예                       | 예                | 예            |
| 고급 정보 권리 관리 및 정책 기능 | 아니오 | 아니오                 | 아니오                        | 아니오                        | 아니오                        | 예                       | 예                | 예            |

1. 이 프로그램은 미국에서만 사용이 가능하다.

### 에디션 판매 방법
| 에디션                                                                                 | 라이선스 종류 | 설명                                        |
| -------------------------------------------------------------------------------------- | ------------- | ------------------------------------------- |
| 마이크로소프트 오피스 베이직 2007 (Microsoft Office Basic 2007)                        | OEM           | PC 1대당 1개씩 설치 가능.                   |
| 마이크로소프트 오피스 홈 앤 스튜던트 2007 (Microsoft Office Home and Student 2007)     | 소매 박스     | 1인당 1개로 3대까지 설치 가능.              |
| 마이크로소프트 오피스 홈 앤 스튜던트 2007 (Microsoft Office Home and Student 2007)     | OEM           | PC 1대당 1개씩 설치 가능.                   |
| 마이크로소프트 오피스 스텐다드 2007 (Microsoft Office Standard 2007)                   | 소매 박스     | 1인당 1개씩 설치 가능.                      |
| 마이크로소프트 오피스 스텐다드 2007 (Microsoft Office Standard 2007)                   | 볼륨 라이선스 | 대기업 / 중소기업 고객을 위한 라이선스이다. |
| 마이크로소프트 오피스 스몰 비즈니스 2007 (Microsoft Office Small Business 2007)        | 소매 박스     | 1인당 1개씩 설치 가능.                      |
| 마이크로소프트 오피스 스몰 비즈니스 2007 (Microsoft Office Small Business 2007)        | OEM           | PC 1대당 1개씩 설치 가능.                   |
| 마이크로소프트 오피스 스몰 비즈니스 2007 (Microsoft Office Small Business 2007)        | 볼륨 라이선스 | 대기업 / 중소기업 고객을 위한 라이선스이다. |
| 마이크로소프트 오피스 프로페셔널 2007 (Microsoft Office Professional 2007)             | 소매 박스     | 1인당 1개씩 설치 가능.                      |
| 마이크로소프트 오피스 프로페셔널 2007 (Microsoft Office Professional 2007)             | OEM           | PC 1대당 1개씩 설치 가능.                   |
| 마이크로소프트 오피스 프로페셔널 플러스 2007 (Microsoft Office Professional Plus 2007) | 볼륨 라이선스 | 대기업 / 중소기업 고객을 위한 라이선스이다. |
| 마이크로소프트 오피스 엔터프라이즈 2007 (Microsoft Office Enterprise 2007)             | 볼륨 라이선스 | 대기업 / 중소기업 고객을 위한 라이선스이다. |
| 마이크로소프트 오피스 얼티밋 2007 (Microsoft Office Ultimate 2007)                     | 소매 박스     | 1인당 1개씩 설치 가능.                      |
| 마이크로소프트 오피스 얼티밋 2007 (Microsoft Office Ultimate 2007)                     | OEM           | PC 1대당 1개씩 설치 가능.                   |
| 마이크로소프트 오피스 얼티밋 2007 (Microsoft Office Ultimate 2007)                     | 학생 라이선스 | 학생 1인당 1개씩 설치 가능.                 |

## 판매 관련

### 학생 프로모션
마이크로소프트에서는 2009년 말까지 학생들을 대상으로 오피스 2007을 판매했다. 미화로는 59.95달러이며, 한화로는 55,500원에 진행했고, 비지오는 미화로는 55.55달러이며, 한화로는 51,500원에 진행했었다. 이와는 별개로 비스타 얼티밋은 미화 64.95달러로 미국에서만 진행하였다. 백업 디스크 구매시 보통 주문한 지 4일 이내에 배송되었다. 2009년 12월 31일을 기하여 기간이 종료되었다. 또 2010년에는 마이크로소프트 오피스 프로페셔널 아카데믹 2010을 ₩79,000에 판매했었다. 현재는 마이크로소프트 오피스 365 유니버시티를 ₩99,000에 판매하였고, 1인당 최대 2개 구매가 가능하였다.

### 마이크로소프트 스토어
마이크로소프트 스토어에서는 오피스 홈 앤 스튜던트 2007 버전을 종래의 145,000원에서 일반배송시 80,000원으로 할인 판매하였으며, 와이어리스 모바일 3000 마우스를 포함시에는 105,000원에 판매하였다.

## 오피스 2007 프로그램의 향상 기능 / 특징 / 이점
여기서 소개된 오피스 프로그램 중 5개 (그루브, 퍼블리셔, 프로젝트, 비지오, 셰어포인트 디자이너)는 10가지의 이점을 소개한다.

### 마이크로소프트 오피스 워드 2007
1. 탭은 작업 중심적으로 디자인되어 있음 (리본 인터페이스 채용)
2. 각 탭의 그룹은 하나의 작업을 여러 하위 작업으로 세분화함
3. 각 그룹의 명령 단추는 명령을 실행하거나 명령 메뉴를 표시
4. 새로운 결과 중심의 오피스 플루언트(Office Fluent) 사용자 인터페이스를 통해 필요할 때 명확하고 효율적으로 도구를 사용할 수 있음
5. 편집 및 검토 도구 채용
6. 문서 블록 채용
7. 효과적인 그래픽을 통한 보다 효율적인 정보 전달
8. 문서에 새로운 디자인 즉시 적용
9. 맞춤법 오류 방지
10. 문서 공유 (전자 서명란 추가)

### 마이크로소프트 오피스 엑셀 2007
1. 결과 중심의 사용자 인터페이스
2. 지원되는 행 및 열 수의 증가와 기타 제한 개선
3. 오피스 테마 및 엑셀 스타일
4. 강력한 조건부 서식
5. 간편한 수식 작성
6. 새 OLAP 수식 및 큐브 함수
7. 향상된 정렬 및 필터링 기능
8. 향상된 엑셀 테이블
9. 새로운 차트 모양과 공유 차트 기능
10. 사용하기 쉬운 피벗 테이블
11. 외부 데이터에 대한 빠른 연결
12. 새 파일 형식과 인쇄 기능 개선
13. 새로운 작업 공유 방법
14. 보다 많은 서식 파일에 대한 빠른 액세스
15. 함수 오류 서비스팩을 필수로 설치해야함

### 마이크로소프트 오피스 파워포인트 2007
1. 동적 프레젠테이션 만들기 기능
2. 오피스 플루언트(Office Fluent) 사용자 인터페이스
3. 강력한 동적 스마트아트 다이어그램
4. 사용자 지정 레이아웃을 다시 사용
5. 한 번의 클릭으로 일관된 모양과 느낌 적용
6. 새로운 도구와 효과를 사용하여 모양, 텍스트 및 그래픽을 대폭 수정
7. 여러 플랫폼과 장치에 걸쳐 사용자와 통신
8. 문서 크기를 줄이는 동시에 파일 복구 기능 향상
9. 그루브 2007의 실시간 검토 세션 사용
10. 파워포인트 2007에서 직접 검토 또는 승인 워크플로 시작
11. 문서 내의 개인 정보 보호
12. 파워포인트 프레젠테이션을 더욱 안전하게 공유

### 마이크로소프트 오피스 원노트 2007
1. 전자 필기장 관리 기능 향상
2. 여러 컴퓨터 지원, 빠른 검색
3. 파일 첨부, 표, 그리기 도구, 계산기
4. 공유 전자 필기장
5. 오피스 타 프로그램과의 통합 기능 향상
6. 아웃룩 작업 통합
7. 오피스 문서 지원
8. 올가미 선택
9. 사용 설명서 기능 추가
10. 원노트 서식 파일 추가

### 마이크로소프트 오피스 아웃룩 2007
1. 빠른 검색, 색 범주
2. 결과 지향 사용자 인터페이스
3. 첨부 파일 미리 보기, 요미 이름 지원(일본어)
4. 일정에서 변경된 주 보기
5. 할 일 모음, 메일에 추가 작업 플래그 지정
6. 일정에서 작업 통합, 일정 기능 향상
7. 자유로운 연결
8. 인터넷 일정 등록
9. 마이크로소프트 오피스 온라인에 일정 게시
10. 다국어 도메인 이름 지원
11. 보안 기능 향상
12. MS Communicator 2010 과 상태변경 자동 연동

### 마이크로소프트 오피스 그루브 2007
1. 팀, 도구 및 정보를 한곳으로 모을 수 있음
2. 팀의 고유한 요구에 대해 각 작업 영역을 사용자 지정할 수 있음
3. 하나의 제품으로 동료, 파트너 및 고객과 공동 작업할 수 있음
4. 온라인이든 오프라인이든 어디서나 효율적으로 작업할 수 있음
5. 자동화된 방식으로 효율적으로 동기화 상태를 유지할 수 있음
6. 언제 누가 무슨 작업을 하는지 확인할 수 있음
7. 셰어포인트 문서 라이브러리를 오피스 그루브 2007과 동기화할 수 있음
8. 마이크로소프트 오피스 인포패스 2007로 양식을 만들어 오피스 그루브 2007로 공유할 수 있음
9. 마이크로소프트 오피스 커뮤니케이터 통합을 통해 즉각 참여할 수 있음
10. 현지 언어로 해외 팀과 작업할 수 있음 (28개 언어 지원)

### 마이크로소프트 오피스 액세스 2007
1. 결과 중심의 사용자 인터페이스
2. 더욱 강력한 개체 생성 도구
3. 새 데이터 형식 및 컨트롤 (확장자 .accdb)
4. 향상된 디자인 및 분석 도구
5. 프로그램 보안 향상
6. 다른 사용자와 데이터 공유 가능
7. 외부 데이터를 쉽게 사용 가능
8. 오피스 진단을 통해 더 나은 문제 해결 방법 지원
9. 향상된 언어 교정 도구

### 마이크로소프트 오피스 인포패스 2007
1. 아웃룩 2007과 동기화
2. 웹용 양식 지원
3. 모바일 장치용 양식 지원
4. 양식 서식 파일 디자인 향상 (PDF, XPS 파일 변환 지원)
5. 더욱 늘어난 보기 디자인 옵션
6. 컨트롤 개선 / 추가
7. 양식 서식 파일 개발
8. 비주얼 스튜디오 2008와 인포패스 상호 사용 가능
9. 양식 서식 파일 게시 기능
10. 향상된 보안

### 마이크로소프트 오피스 퍼블리셔 2007
1. 브랜드 ID를 반영하는 고품질 발행물을 효율적으로 작성할 수 있음
2. 오피스 퍼블리셔 2007에서 마이크로소프트 오피스 온라인의 고품질 서식 파일을 미리 보고 사용할 수 있음
3. 발행물을 개별화하여 고객과 연결할 수 있음
4. 발행물을 PDF 또는 XPS 형식으로 변환할 수 있음
5. 오피스 퍼블리셔 작업을 사용하여 발행물 작성 과정을 단순화할 수 있음
6. 오피스 퍼블리셔 2007에서 대상 우편물 목록을 결합할 수 있음
7. 작업을 다시 사용하여 시간을 절약할 수 있음
8. 데이터베이스에서 사용자 지정 발행물을 작성할 수 있음
9. 강력하고 직관적인 디자인 도구를 사용하여 발행물 내용을 미세 조정할 수 있음
10. 마케팅 캠페인을 효과적으로 관리 및 추적할 수 있음

### 마이크로소프트 오피스 프로젝트 2007
1. 프로젝트 일정을 효과적으로 관리하고 이해할 수 있음
2. 실무에 빠르게 적용할 수 있음
3. 기존 데이터를 활용할 수 있음
4. 전문적인 차트 및 다이어그램을 만들 수 있음
5. 정보를 효과적으로 전달할 수 있음
6. 자원과 재정에 대한 관리를 강화할 수 있음
7. 필요한 정보에 빠르게 액세스할 수 있음
8. 필요에 따라 프로젝트를 추적할 수 있음
9. 사용자의 요구에 맞게 오피스 프로젝트 2007을 사용자 지정할 수 있음
10. 필요할 때 오피스 프로젝트 2007에 대한 도움을 받을 수 있음

### 마이크로소프트 오피스 비지오 2007
1. 시스템, 자원, 공정 및 관련 데이터를 시각적으로áááá 표현하고 검토하고 전달할 수 있음
2. 다양한 원본의 정보를 다이어그램으로 통합하여 생산성을 향상시킬 수 있음
3. 오피스 비지오 2007의 자동 업데이트 기능을 사용하여 수동 데이터 입력을 줄일 수 있음
4. 다이어그램에 데이터를 표시하여 복잡한 정보를 시각적으로 표현하고 정보에 따라 조치를 취할 수 있음
5. 피벗 다이어그램으로 데이터를 검토하고 쉽게 추세를 추적하고 문제점을 확인하고 예외를 표시할 수 있음
6. 셰이프 자동 연결 기능을 사용하여 다이어그램을 더 빠르게 만들 수 있음
7. 새로운 템플릿과 셰이프로 복잡한 정보를 쉽게 전달할 수 있음
8. 전문가 수준의 다이어그램으로 정보를 효과적으로 전달할 수 있음
9. 다이어그램을 사용하여 통신하고 많은 사용자와 다이어그램을 공유할 수 있음
10. 오피스 비지오 2007을 프로그래밍 방식으로 사용자 지정하고 사용자 지정 데이터 연결 솔루션을 만들 수 있음

### 마이크로소프트 오피스 셰어포인트 디자이너 2007
1. 차세대 마이크로소프트 웹 기술을 사용하여 생산성을 향상시킬 수 있음
2. 원하는 방식으로 셰어포인트 사이트를 사용자 지정할 수 있음
3. 전체 셰어포인트 사이트를 손쉽게 변경하거나 변경 취소할 수 있음
4. 사이트 사용자 지정 제어를 유지 관리할 수 있음
5. 비즈니스 프로세스를 자동화하는 워크플로를 만들 수 있음
6. 코드 작성 없이 대화형 웹 페이지를 만들 수 있음
7. 비즈니스 데이터를 통합할 수 있음
8. 광범위한 브라우저 및 웹 표준과 호환되는 사이트를 개발할 수 있음
9. 고급 ASP.NET 페이지를 작성할 수 있음
10. 사이트를 관리하고 보호할 수 있음

## 같이 보기
- 마이크로소프트 오피스 2010

### 내용주
1. ↑  “리본”이라는 탭 형식의 도구 모음을 말한다.

### 참조주
1. ↑  “Microsoft Launches Windows Vista and Microsoft Office 2007 to Consumers Worldwide”. 《News Center》. 마이크로소프트. 2007년 1월 29일. 2017년 9월 24일에 원본 문서에서 보존된 문서. 2016년 11월 9일에 확인함.
2. ↑  Keizer, Gregg (2016년 10월 26일). “Microsoft ships final Office 2007 service pack”. 《Computer World》. IDG. 2017년 9월 25일에 원본 문서에서 보존된 문서. 2016년 11월 9일에 확인함.
3. ↑  “DailyTech - Vista, Office 2007 Now Available for Volume Licensing”. 2007년 3월 23일에 원본 문서에서 보존된 문서. 2006년 12월 19일에 확인함.
4. ↑  “Office Products - Microsoft Office”. 2008년 1월 4일에 원본 문서에서 보존된 문서. 2009년 5월 24일에 확인함.
5. ↑  “2007 Microsoft Office release system requirements - Products - Microsoft Office”. 2009년 2월 3일에 원본 문서에서 보존된 문서. 2009년 1월 31일에 확인함.
6. ↑  “Tablet PC and UMPC Discussions | Tablet PC Questions”. 2008년 1월 12일에 원본 문서에서 보존된 문서. 2009년 8월 11일에 확인함.
7. ↑  “[Mo-bused] Handwriting Recognition in Office 2007”. 2009년 2월 15일에 원본 문서에서 보존된 문서. 2009년 8월 11일에 확인함.
8. ↑  “What happened to speech recognition? - Publisher - Microsoft Office”. 2009년 2월 19일에 원본 문서에서 보존된 문서. 2009년 8월 11일에 확인함.
9. ↑  Description of the 2007 Microsoft Office suite Service Pack 1
10. ↑  “IPS Driver Error”. 2007년 12월 12일에 원본 문서에서 보존된 문서. 2009년 8월 11일에 확인함.
11. ↑  Download details: The 2007 Microsoft Office Suite Service Pack 2 (SP2)
12. ↑  Microsoft Expands List of Formats Supported in Microsoft Office: Move enhances customer choice and interoperability with Microsoft’s flagship productivity suite
13. ↑  “보관된 사본”. 2009년 7월 29일에 원본 문서에서 보존된 문서. 2009년 8월 11일에 확인함.
14. ↑  “Download details: The 2007 Microsoft Office Suite Service Pack 3 (SP3)”. 《Download Center》. Microsoft. 2011년 10월 25일. 2013년 3월 19일에 확인함.
15. ↑  “Comparison of the 2007 Microsoft Office suites”. 2009년 8월 11일에 원본 문서에서 보존된 문서. 2009년 8월 11일에 확인함.
16. ↑  “Microsoft Software License Terms (MSLT) for the 2007 Microsoft Office System”. 2009년 8월 3일에 원본 문서에서 보존된 문서. 2009년 8월 12일에 확인함.
17. ↑  “Microsoft's 'The Ultimate Steal' Promotion”. 2008년 5월 10일에 확인함.